# Księżna Jadwiga
Die Księżna Jadwiga ist ein Motorschiff, das 1967 in Neckarsulm mit dem Namen Gertraud für die Chiemsee-Schifffahrt gebaut wurde.

## Geschichte
Nach der Indienststellung wurde das Schiff auf dem Chiemsee eingesetzt. Am 1. Oktober 2007 kam es an den Trzesiecko (deutsch Streitzigsee) in Szczecinek (deutsch Neustettin).
Das Schiff wurde mit einem neuen Namen versehen und ist seit 2008 auf dem Trzesiecko für den Fahrgastverkehr im Einsatz. Zum Jahreswechsel 2009/2010 wurde es grundlegend renoviert, wobei unter anderem ein Sonnendeck hinzugefügt wurde.
Nach Fahrplan läuft es innerhalb von etwa einer Stunde zehn Haltestellen am See an. Das Schiff hat eine Kapazität von 170 Passagieren.